# Lende chiweta
Lende chiweta è un terapside estinto, appartenente ai burnetiamorfi. Visse nel Permiano superiore (circa 259 - 254 milioni di anni fa) e i suoi resti fossili sono stati ritrovati in Africa.

## Descrizione
Questo animale, come tutti i burnetiamorfi, era caratterizzato da molteplici strutture ossee presenti sul capo. Il cranio di Lende era insolitamente corto e alto rispetto ad altri burnetiamorfi, e possedeva grandi orbite arrotondate. Le protuberanze ossee includevano due escrescenze a forma di triangolo smussato al di sopra delle orbite (con una parete esterna concava), una bizzarra escrescenza mediana tra di esse e una flangia ossea di fronte a quest'ultima, allungata e bassa. L'intera zona posteriore del cranio era pachiostotica ed era dotata di ulteriori "bozze" ossee. 

## Classificazione
Lende è un membro dei burnetiamorfi, un gruppo di terapsidi arcaici caratterizzato da strane protuberanze ossee sul cranio. In particolare, analisi cladistiche indicano che Lende era una forma piuttosto arcaica ascrivibile alla famiglia Burnetiidae, posto in una posizione basale rispetto a un clade formato da Proburnetia, Paraburnetia e i Burnetiinae. 

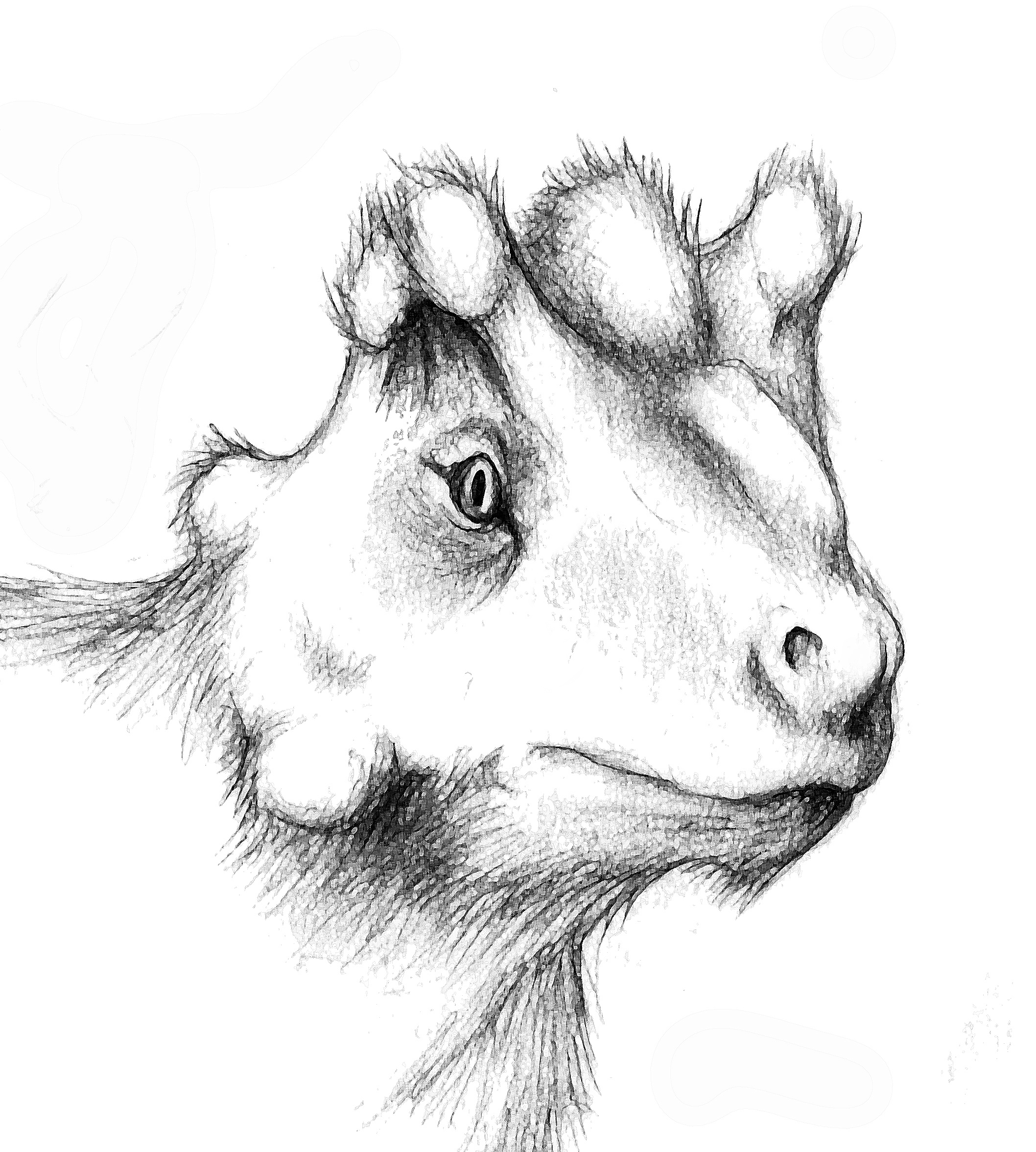
Ricostruzione della testa di Lende chiweta

Lende chiweta venne descritto ufficialmente nel 2015, sulla base di un cranio con mandibola rinvenuto nei Chiweta Beds in Malawi e descritto sommariamente nel 2005. 